# Tumbleweeds (quadrinhos)
Kid Farofa (em inglês Tumbleweeds) é uma tira de quadrinhos com personagens satíricos do Velho Oeste. Seu autor é Tom K. Ryan (ou "T. K. Ryan"). A série foi iniciada em 1965 e descontinuada em 2007. Os personagens são os moradores da fictícia vila de Garganta Seca (Grimy Gulch), de uma tribo de índios (os Poohawk) e de um Forte da Cavalaria (o "Forte Ridículo").

## Personagens
Moradores de Garganta Seca
- Kid Farofa (Tumbleweeds), um cowboy, o protagonista
- Épico (Epic), o cavalo do Kid Farofa
- Duque (Ace), um jogador profissional.
- Juiz Ado (Judge Horatio Curmudgeon Frump), juiz da cidade
- Xerife (The Sheriff)
- Delegado Mocotó (Deputy Knuckles), ajudante do xerife
- Quiet Burp, o advogado
- Ermengarda Epyphania (Hildegarde Hamhocker), a única mulher da cidade
- Eco (Echo), a pequena órfã
- Pijamas (Pajamas), o cachorro de Eco
- Barros (Claude Clay), o papadefuntos
- Wart Wimble, coveiro
- Blackie, o dono do saloon
- Ressaca (Soppy Sopwell), o bêbado
- Grover Galley, editor do jornal "O Dedo-duro do deserto" ("The Desert Denouncer")
- Percy, trabalha no jornal
- Dusty Dewlap, rancheiro
- Olho-de-Cobra (Snake-Eye McFoul), fora-da-lei
- Snookie, irmão pequeno de Olho-de-Cobra
- Ham e Beans, caixeiros-viajantes
- Slats, cowboy dorminhoco
- Hogarth Hemp, carrasco
- Clodwell Gunkley, meio efeminado, louco por marshmallows
- Purple Polecat, operador do correio

A Cavalaria, instalada no Forte Ridículo
- Coronel G. Armageddon Fluster, comandante da Cavalaria
- O General, superior ao Coronel
- Mole Eye, batedor

Os Poohawks
- Chefe (The Poohawk Chief), cacique da tribo
- Pequena Pomba (Little Pigeon), filha do chefe da tribo
- Lagarto Lambão (Limpid Lizard)
- Expresso da Sorte (Lotsa Luck), um índio rico, tido por mudo por muito tempo
- Feiticeiro, o pajé dos Poohawk
- Screaming Flea (índio baixinho e narigudo)
- Búfalo Bucólico (Bucolic Buffalo), índio grande, forte e burro
- Gavião Grilado (Hulking Hawk), o genro preferido do chefe